# Regia Marina
De Regia Marina (letterlijk: "Koninklijke Marine") stamt uit de tijd van de proclamatie van het Koninkrijk Italië in 1861 na de Italiaanse eenwording. Na de Tweede Wereldoorlog ging de marine verder onder de naam Marina Militare.

## Geschiedenis

### Voor de Eerste Wereldoorlog
Op 20 juli 1866 nam de Regia Marina deel aan de Slag bij Lissa. Dit was de laatste zeeslag waarbij er op grote schaal bewust andere schepen werden geramd.

### Eerste Wereldoorlog
Italië bouwde en onderhield zes Dreadnought type slagschepen, maar ze namen niet deel aan grote acties tijdens de Eerste Wereldoorlog.

### Tweede Wereldoorlog
In de Slag van Tarente tijdens de Tweede Wereldoorlog liep de Regia Marina aanzienlijke schade op in de nacht van 11 op 12 november 1940 waar drie slagschepen en een kruiser, bij een Britse aanval door 21 Fairey Swordfish torpedobommenwerpers zwaar beschadigd werden. Daardoor verkreeg de Royal Navy gedurende vele maanden het overwicht in de Middellandse Zee.
Na de Tweede Wereldoorlog werd de Regia Marina omgedoopt in Marina Militare.

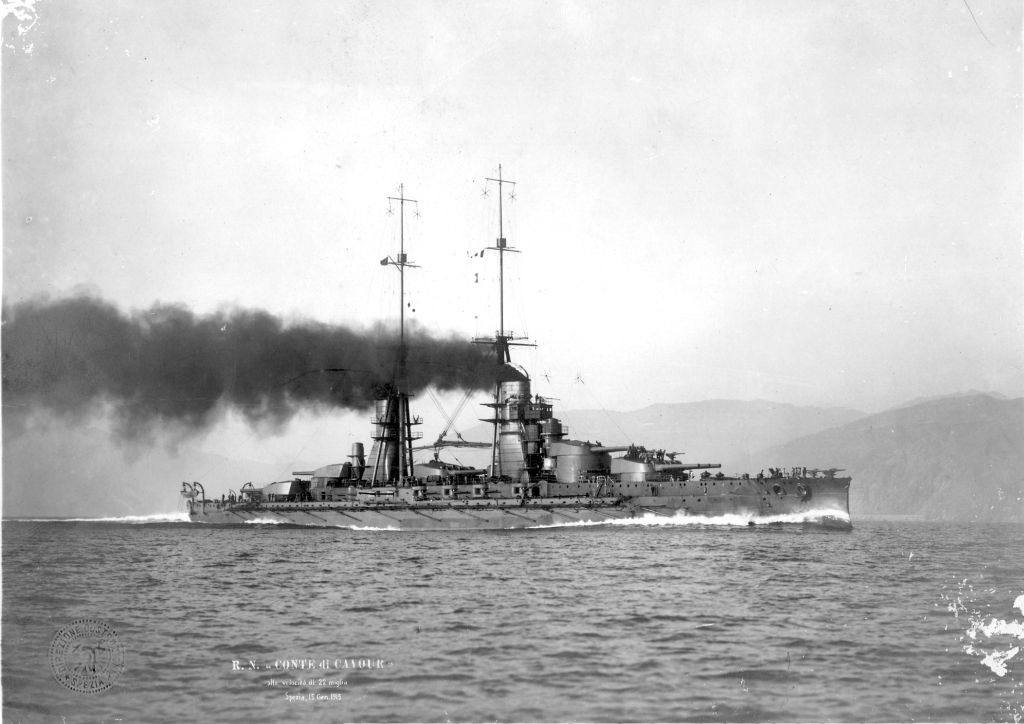
Conte di Cavour (1914)
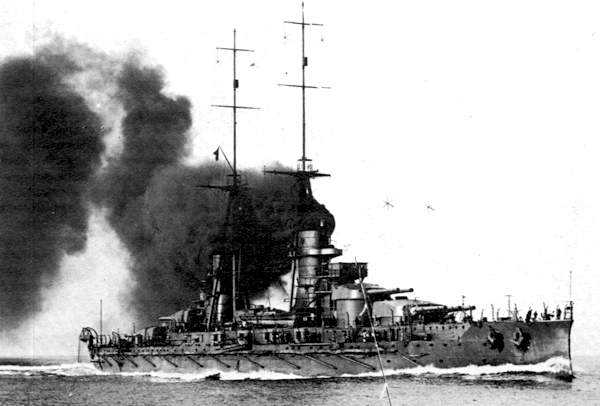
Giulio Cesare (1914)